# Девочка (альбом)
«Де́вочка» — пятый студийный альбом российской певицы Юты, выпущенный компанией «Никитин» 5 апреля 2004 года. На этой пластинке впервые прозвучала композиция «Ждали» (дуэт с Владимиром Шахриным), которая попала в ротацию «Нашего радио». Ряд музыкальных обозревателей отмечают мощный, но в то же время очень человеческий голос певицы, а также удивительно необычное и гармоничное музыкальное оформление альбома, которое придаёт ему ярко выраженную романтичность. Синглы «Жили-были» и «Неба поровну» достигли в чарте Tophit 254 и 59 мест соответственно.

## Список композиций
Все тексты и музыка написаны Ютой, если не указано иное
| №                   | Название                                           | Длительность |
| ------------------- | -------------------------------------------------- | ------------ |
| 1.                  | «Жили-были» (текст — Евгений Ройзман, Юта)         | 4:47         |
| 2.                  | «Девочка»                                          | 3:19         |
| 3.                  | «Обо мне»                                          | 3:14         |
| 4.                  | «Неба поровну» (текст — Евгений Ройзман, Юта)      | 3:20         |
| 5.                  | «Ждали» (feat. Владимир Шахрин)                    | 3:28         |
| 6.                  | «Бриллианты»                                       | 3:20         |
| 7.                  | «Настоящая любовь» (текст и музыка — Сергей Тишин) | 3:07         |
| 8.                  | «Москва» (текст и музыка — Сергей Тишин)           | 2:29         |
| Общая длительность: | Общая длительность:                                | 27:04        |

| №   | Название                                                                  | Длительность |
| --- | ------------------------------------------------------------------------- | ------------ |
| 9.  | «Авария» (Версия 2004, текст — Аркадий Славоросов, музыка — Гаго Асланян) | 3:49         |
| 10. | «Далеко» (Версия 2004)                                                    | 3:23         |
| 11. | «Жили-были» (DJ Цветков remix, текст — Евгений Ройзман, Юта)              | 3:52         |

## Участники записи
- Юта — вокал, бэк-вокал, клавишные
- Илья Володин, Андрей Кучеренко (дорожка 3), Александр Семёнов и Дмитрий Варшавчик (дорожка 9) — гитара
- Дмитрий Рогозин, Евгений Сурняев (дорожки 7, 8) — бас-гитара
- Виталий Новиков, Олег Шунцов (дорожка 5) — барабаны
- Максим Некрасов — губная гармоника, орган Хаммонда
- Михаил Камалов (дорожка 1), Денис Токарев (дорожка 9) — клавишные
- Запись и сведение — Самвел Оганесян, Андрей Кучеренко, Сергей Большаков